# Brzsdani
Brzsdani (macedónul: Брждани) település Észak-Macedóniában, a Délnyugati körzet Kicsevói járásában, 2013-ig a Drugovói járás része volt, ami teljes egészében beolvadt a Kicsevói járásba.

## Népesség
| Lakosok száma | 366  | 347  | 328  | 285  | 239  | 152  | 209  | 162  | 85   |
|               | 1948 | 1953 | 1961 | 1971 | 1981 | 1991 | 1994 | 2002 | 2021 |

2002-ben 162 lakosa volt, akik mindannyian macedónok.